# Daniel Elsner
Daniel Elsner (ur. 4 stycznia 1979 w Memmingerbergu) – niemiecki tenisista.

## Kariera tenisowa
Startując jeszcze w gronie juniorów Elsner wygrał 3 z rzędu wielkoszlemowe turnieje w grze pojedynczej chłopców, najpierw triumfując w US Open 1996, a potem podczas Australian Open 1997 i French Open 1997. Był również uczestnikiem finału singla na Wimbledonie 1997. Sezon 1996 i 1997 zakończył na pozycji wicelidera z klasyfikacji juniorów.
Jako zawodowy tenisista występował w latach 1997–2008.
W grze pojedynczej zwyciężył w 6 imprezach kategorii ATP Challenger Tour.
W rankingu singlowym Elsner najwyżej był na 92. miejscu (23 października 2000), a w klasyfikacji deblowej na 505. pozycji (19 czerwca 2000).

### Zwycięstwa w turniejach ATP Challenger Tour w grze pojedynczej
| Końcowy wynik | Nr | Data             | Turniej         | Nawierzchnia | Przeciwnik           | Wynik finału  |
| ------------- | -- | ---------------- | --------------- | ------------ | -------------------- | ------------- |
| Zwycięzca     | 1. | 18 czerwca 2000  | Weiden          | Ceglana      | Filip Dewulf         | 6:1, 7:6(5)   |
| Zwycięzca     | 2. | 24 sierpnia 2003 | Mönchengladbach | Ceglana      | Irakli Labadze       | 6:1, 2:6, 6:3 |
| Zwycięzca     | 3. | 7 września 2003  | Braszów         | Ceglana      | Răzvan Sabău         | 6:2, 6:1      |
| Zwycięzca     | 4. | 4 lipca 2004     | Zell            | Ceglana      | Dieter Kindlmann     | 6:3, 6:1      |
| Zwycięzca     | 5. | 11 września 2005 | Braszów         | Ceglana      | Daniel Gimeno-Traver | 7:5, 6:2      |
| Zwycięzca     | 6. | 21 maja 2006     | Zagrzeb         | Ceglana      | Victor Crivoi        | 4:6, 6:1, 6:2 |